# تپه چغا چم گله
تپه چغا چم گله مربوط به دوره اشکانیان است و در شهرستان هرسین، بخش مرکزی، دهستان حومه، ۹۰۰ متری جنوب روستای بابازید واقع شده و این اثر در تاریخ ۲۶ اسفند ۱۳۸۷ با شمارهٔ ثبت ۲۵۴۲۵ به‌عنوان یکی از آثار ملی ایران به ثبت رسیده است.